# نسرین امین

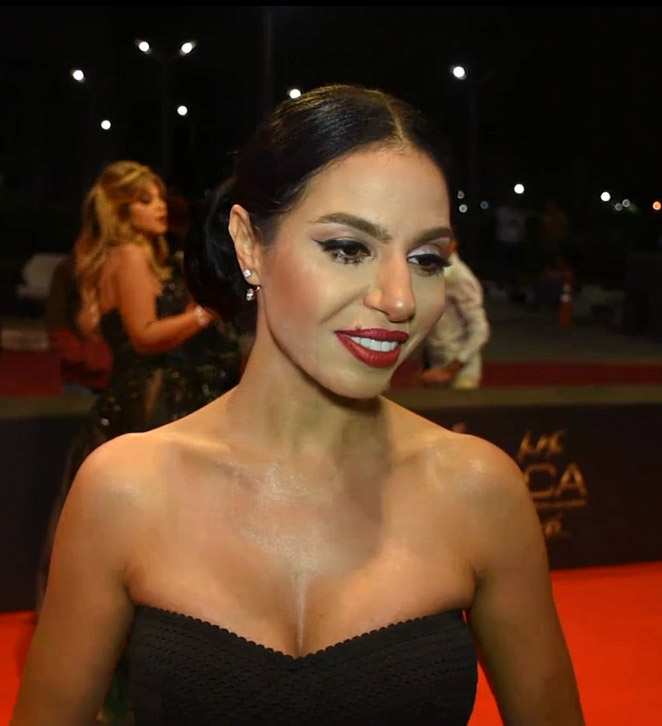

نسرین امین (متولد ۹ مارس ۱۹۸۴) بازیگر مصری متولد قاهره است. نسرین در رشته هنرهای کاربردی و دپارتمان تبلیغات در دانشگاه حلوان تحصیل کرد، اما عشق شدید او به بازیگری باعث شد به «استودیو بازیگر» بپیوندد و کارگاه‌های بازیگری را دنبال کند. یسری نصرالله اولین کسی بود که استعداد هنری نسرین را کشف کرد و او را در فیلم «احکی یا شهرزاد» در سال ۱۳۸۸ به دنیای هنر معرفی کرد.